# Hallee Hirsh

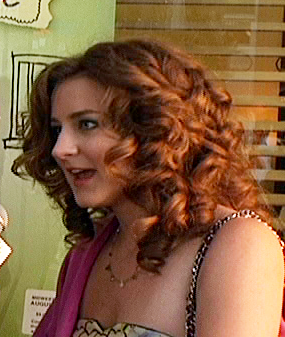
Hallee Hirsh, 2009

Hallee Leah Hirsh (* 16. Dezember 1987 in Omaha, Nebraska) ist eine US-amerikanische Filmschauspielerin und Filmproduzentin.

## Biografie
Hallee Hirsh entstammt einer Militärfamilie. Ihr Vater Mike Hirsh war Lieutenant Colonel beim United States Marine Corps und ihre Mutter Deborah ehemaliger Captain der United States Navy. Hirsh wurde auf der Offutt Air Force Base in Omaha geboren. Sie hat einen älteren Bruder, welcher 1981 geboren wurde. Die Familie musste beruflich bedingt oft umziehen und so kamen sie von Omaha nach New York und später nach Los Angeles.
Als Kind machte sie in einigen Theaterstücken auf sich aufmerksam, nachdem ihr Bruder es bereits zum Schauspieler geschafft hatte. Entdeckt und gefördert wurde sie 1993 von David Letterman, in dessen Show sie erste Fernseherfahrungen sammelte. Bekanntheit erlangte sie durch ihre Rolle in Emergency Room – Die Notaufnahme, wo sie in fünfzehn Episoden Rachel Greene mimte sowie durch ihre Rolle als Mattie Grace Johnson in JAG – Im Auftrag der Ehre.
Außerdem konnte man Hallee Hirsh in zahlreichen Werbespots sehen; sie warb dabei unter anderem für Burger King und Pizza Hut.
Sie studierte Englische Literatur an der University of Oxford in Großbritannien.
2002 gab sie ihr Debüt als Produzentin des Kurzfilmes Incest unter Regie von Luke Eberl.
Hallee Hirsh wird von verschiedenen Synchronsprechern synchronisiert. Hervorzuheben ist die mehrfache Synchronisation durch Ilona Brokowski in Emergency Room und JAG als auch durch Giuliana Jakobeit in Ghost Whisperer und Grey’s Anatomy.
Hallee Hirsh ist seit 2013 mit Ryan Martin verheiratet und hat einen am 29. Mai 2014 geborenen Sohn.

## Filmografie

### Fernsehserien
- 1998–1999: Law & Order (Law & Order)
- 2000: Für alle Fälle Amy (Judging Amy)
- 2000: Malcolm mittendrin (Malcolm in the Middle, Folge 2x01 Der Verkehrsstau)
- 2001–2009: Emergency Room – Die Notaufnahme (ER, 15 Folgen)
- 2003–2005: JAG – Im Auftrag der Ehre (JAG, 17 Folgen)
- 2004: Six Feet Under – Gestorben wird immer (Six Feet Under)
- 2004: Will & Grace
- 2005: Nip/Tuck – Schönheit hat ihren Preis (Nip/Tuck)
- 2005–2010: Flight 29 Down
- 2006: Grey’s Anatomy
- 2006: Without a Trace – Spurlos verschwunden (Without a Trace)
- 2008: Ghost Whisperer – Stimmen aus dem Jenseits (Ghost Whisperer)
- 2008: 90210 (2 Folgen)
- 2009: Criminal Minds (Folge 5x05 Cradle to Grave)
- 2009: Private Practice
- 2012–2014: Sloppy Tacos

### Spielfilme
- 1997: Lolita
- 1997: Explosion des Schweigens (What the Deaf Man Heard)
- 1998: E-m@il für Dich (You’ve Got Mail)
- 1998: Familiensache (One True Thing)
- 2000: Das ultimative Weihnachtsgeschenk (The Ultimate Christmas Present)
- 2002: My Sister’s Keeper (Fernsehfilm)
- 2004: Speak – Die Wahrheit ändert alles (Speak)
- 2009: Eine Überraschung zum Fest (Make The Yuletide Gay)
- 2011: Krieger des Lichts – Der Kampf der Wesen der Nacht hat begonnen (Fading of the Cries)
- 2013: Bad Behaviour – Bösen Menschen passieren böse Dinge! (Bad Behaviour)
- 2013: Hidden Away (Fernsehfilm)
- 2014: Infiltrators
- 2014: The Last Dinner Party (Kurzfilm)
- 2020: Chasing the Rain

## Auszeichnungen
Hallee Hirsh wurde siebenmal für den Young Artist Award nominiert und gewann ihn zweimal.